# Giacomo Bernardi
Giacomo Bernardi (Sant'Annapelago, 1º maggio 1799 – Massa, 23 dicembre 1871) è stato un vescovo cattolico italiano.

## Biografia

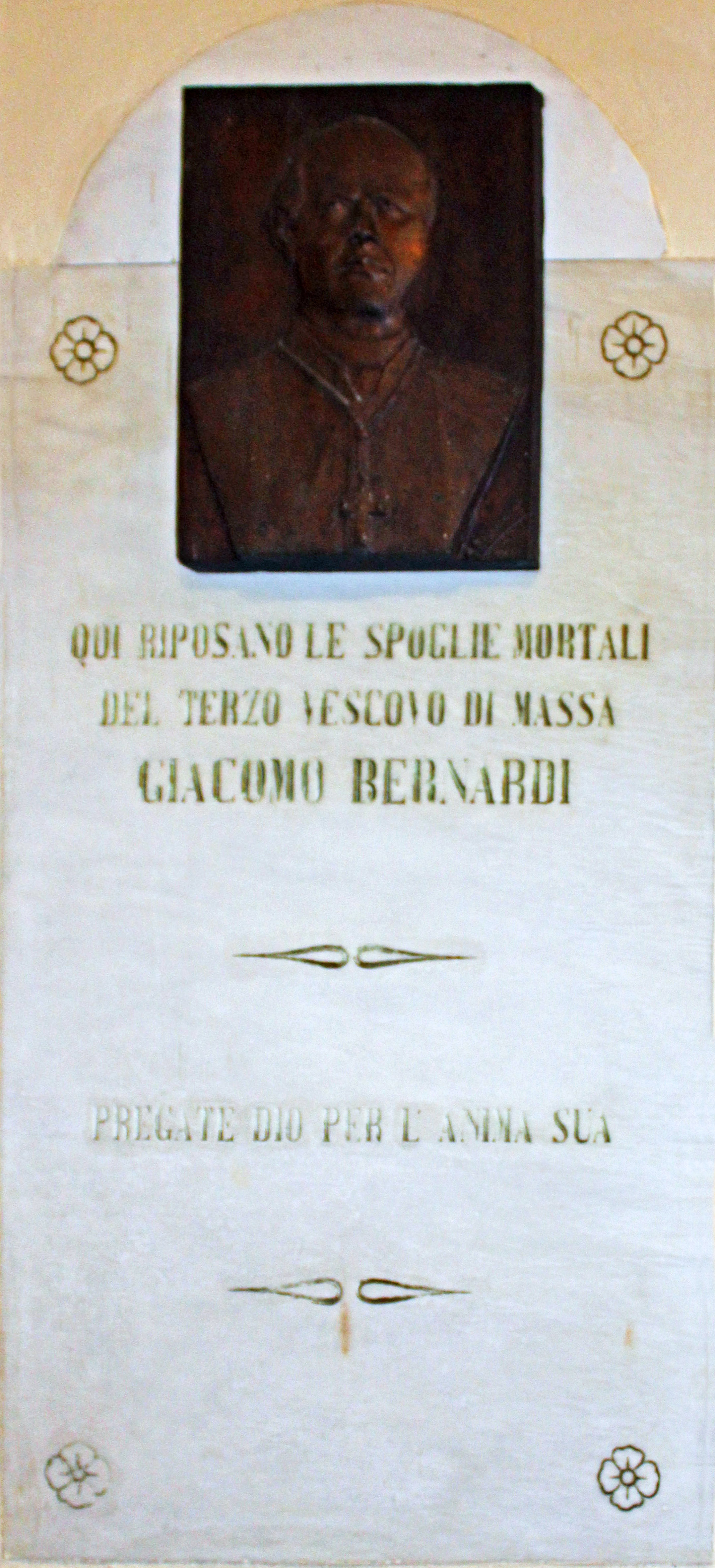
La tomba di Mons.Bernardi nel Santuario "dei Quercioli" a Massa

Nacque in Emilia, a Sant'Annapelago, nell'arcidiocesi di Modena, il 1º maggio 1799.
Ordinato presbitero il 23 marzo 1822, il 16 giugno 1856 venne nominato da papa Pio IX vescovo della diocesi di Massa. Ricevette la consacrazione episcopale nella basilica di Santa Maria sopra Minerva a Roma dal cardinale Girolamo d'Andrea, prefetto della Congregazione dell'Indice dei libri proibiti.
Fu amato da tutti per la sua bontà a carità verso i poveri. Particolarmente devoto alla Madonna venerata nel Santuario di Maria Aiuto dei Cristiani, detto "dei Quercioli" a Massa, intraprese diverse iniziative per diffonderne il culto; fu lui che il 7 novembre 1870 emanò il decreto di fondazione della Confraternita di "Maria Auxsilium Christianorum" per promuovere il culto della Madonna. Fu uno dei padri conciliari del Concilio Vaticano I.
Morì a Massa il 23 dicembre 1871. Le sue spoglie riposano proprio nel Santuario dei Quercioli del cui culto fu promotore.

## Genealogia episcopale
La genealogia episcopale è:
- Cardinale Scipione Rebiba
- Cardinale Giulio Antonio Santori
- Cardinale Girolamo Bernerio, O.P.
- Arcivescovo Galeazzo Sanvitale
- Cardinale Ludovico Ludovisi
- Cardinale Luigi Caetani
- Cardinale Ulderico Carpegna
- Cardinale Paluzzo Paluzzi Altieri degli Albertoni
- Papa Benedetto XIII
- Papa Benedetto XIV
- Papa Clemente XIII
- Cardinale Marcantonio Colonna
- Cardinale Giacinto Sigismondo Gerdil, B.
- Cardinale Giulio Maria della Somaglia
- Cardinale Luigi Lambruschini, B.
- Cardinale Girolamo d'Andrea
- Vescovo Giacomo Bernardi